# Чикой (село)
Чико́й (бур. Сүхэ) — село (в 1938—2004 — посёлок городского типа) в Кяхтинском районе Бурятии. Образует сельское поселение «Чикойское».

## География
Расположено на левом берегу реки Чикой в 45 км юго-восточнее районного центра, города Кяхта, и в 80 км от железнодорожной станции Наушки. В 1 километре западнее села проходит региональная автотрасса Р441 Мухоршибирь — Бичура — Кяхта.

## История
Чикойский кожевенный завод основали купцы братья Собенниковы и Молчановы. С 1898 года завод входил в состав Торгового дома «Кяхтинское кожевенное производство». С 1907 года предприятие кредитовалось Русско-Китайским банком. До 1917 года ежегодно вырабатывалось от 16 до 30 тысяч единиц кож. Выделывалось незначительное количество звериных шкурок (белка, лисица, заяц, песец). Завод продавал в Монголию цветную кожу сорта «Кяхта».
После Октябрьской революции 1917 года предприятие переименовано в Чикойский кожевенный завод им. Ф. Э. Дзержинского. В 1925 году на заводе работало 120 человек.
9 ноября 1938 года посёлок кожевенного завода получил статус рабочего посёлка.
2 апреля 1963 года с упразднением Селенгинского района в состав Кяхтинского района включены семь сельсоветов и рабочий посёлок Селендума, а рабочие посёлки Наушки и Чикой включены в Гусиноозёрский горсовет
23 сентября 2004 года Народным Хуралом Республики Бурятия по ходатайству администрации Кяхтинского района изменён статус посёлка городского типа на село, в связи с закрытием Чикойского кожевенного завода и отсутствием какого-либо другого промышленного предприятия в населённом пункте.

## Население
| 1939 | 1959 | 1970 | 1979 | 1989 | 2002 | 2010 |
| ---- | ---- | ---- | ---- | ---- | ---- | ---- |
| 1211 | ↘894 | ↘857 | ↗957 | ↘938 | ↘719 | ↘675 |
| 2012 | 2013 | 2014 | 2015 | 2016 | 2017 | 2018 |
| ↗695 | ↗732 | ↘705 | ↘704 | ↗706 | ↘701 | ↘686 |
| 2019 | 2020 | 2021 | 2023 | 2024 |      |      |
| ↘682 | ↘639 | ↘525 | ↘496 | ↘477 |      |      |

## Инфраструктура
Средняя общеобразовательная школа, Дом культуры, библиотека, почтовое отделение, фельдшерско-акушерский пункт.

## Улицы села
По данным на 1 октября 2015 года в селе насчитывается 15 улиц. Их названия:
- Волковой
- Заводская
- Лесная
- Набережная
- Нагорная
- Новая Школьная
- Озёрная
- Октябрьская
- Партизанская
- Первомайская
- Пограничная
- Подгорная
- Спортивная
- Хо Ши Мина
- Школьная